# ایمانی دورسی
ایمانی دورسی (انگلیسی: Imani Dorsey؛ زادهٔ ۲۱ مارس ۱۹۹۶) بازیکن فوتبال اهل ایالات متحده آمریکا است.
از باشگاه‌هایی که در آن بازی کرده‌است می‌توان به اسکای بلو اف‌سی اشاره کرد.
وی همچنین در تیم ملی فوتبال زیر ۲۳ سال زنان ایالات متحده آمریکا بازی کرده‌است.